# Pedro Lamy
José Pedro Lamy Viçoso, bolj znan kot Pedro Lamy, portugalski dirkač Formula 1, * 20. marec 1972, Alenquer, Portugalska.
Pedro Lamy je upokojeni portugalski dirkač Formule 1. Debitiral je v sezoni 1993, ko je na štirih dirkah, na katerih je dobil priložnost kot najboljšo uvrstitev sezone dosegel enajsto mesto. Na štirih dirkah je sodeloval tudi v sezoni 1994, ko je kot najboljšo uvrstitev sezone dosegel osmo mesto. V sezoni 1995, v kateri je dobil priložnost v drugi polovici sezone, je dosegel s šestim mestom na zadnji dirki sezone za Veliko nagrado Avstralije svojo prvo in edino uvrstitev v točke v karieri. Po sezoni 1996, ki jo je končal brez vidnejših uvrstitev, se je upokojil.

## Popolni rezultati Formule 1
(legenda) (odebeljene dirke pomenijo najboljši štartni položaj, poševne pa najhitrejši krog, †-uvrščen kljub odstopu)
| Leto | Moštvo                  | Šasija        | Motor                 | 1       | 2      | 3       | 4      | 5     | 6       | 7       | 8       | 9      | 10     | 11     | 12      | 13      | 14      | 15     | 16      | 17    | Prv | Toč |
| ---- | ----------------------- | ------------- | --------------------- | ------- | ------ | ------- | ------ | ----- | ------- | ------- | ------- | ------ | ------ | ------ | ------- | ------- | ------- | ------ | ------- | ----- | --- | --- |
| 1993 | Team Lotus              | Lotus 107B    | Ford HB 3.5 L V8      | JAR     | BRA    | EU      | SMR    | ŠPA   | MON     | KAN     | FRA     | VB     | NEM    | MAD    | BEL     | ITA 11  | POR Ret | JAP 13 | AVS Ret |       | NC  | 0   |
| 1994 | Team Lotus              | Lotus 107C    | Mugen-Honda 3.5 L V10 | BRA 10  | PAC 8  | SMR Ret | MON 11 | ŠPA   | KAN     | FRA     | VB      | NEM    | MAD    | BEL    | ITA     | POR     | EU      | JAP    | AVS     |       | NC  | 0   |
| 1995 | Minardi Scuderia Italia | Minardi M195  | Ford ED 3.0 L V8      | BRA     | ARG    | SMR     | ŠPA    | MON   | KAN     | FRA     | VB      | NEM    | MAD 9  | BEL 10 | ITA Ret | POR Ret | EU 9    | PAC 13 | JAP 11  | AVS 6 | 18. | 1   |
| 1996 | Minardi Team            | Minardi M195B | Ford ED 3.0 L V8      | AVS Ret | BRA 10 | ARG Ret | EU 12  | SMR 9 | MON Ret | ŠPA Ret | KAN Ret | FRA 12 | VB Ret | NEM 12 | MAD Ret | BEL 10  | ITA Ret | POR 16 | JAP 12  |       | NC  | 0   |